# 皮德利斯涅 (利京區)
49°21′6″N 28°19′12″E / 49.35167°N 28.32000°E
皮德利斯涅（烏克蘭語：Підлісне），是烏克蘭的村落，位於該國西南部文尼察州，由文尼察區負責管轄，始建於1960年，面積0.14平方公里，海拔高度277米，2001年人口572，人口密度每平方公里4,085.71人。